# 사마이파타 암벽화
사마이파타 동굴벽화(스페인어: El Fuerte de Samaipata, 영어: Fort Samaipata)는 간단히 'El Fuerte'로 알려져 있다.
고고학적으로 중요한 가치를 가지고 있음이 인정받아 유네스코지정 세계문화유산이 되었다.
볼리비아의 플로리다 지방 산타크루즈 주에 위치하고 있으며, 볼리비아 안데스산맥의 동쪽 작은 언덕에 있다.
외부 관광객 뿐 아니라 볼리비아 사람들에게도 유명한 관광지이며, 근처의 사마이파타마을과 연결되어 있다.
이 도시는 사실 군사요새는 아니지만 콜럼버스가 신대륙을 발견하기 전부터 잉카 문명 전의 아라와크족의 챠네스 인디언들에 의해 만들어졌다. 신전 주위에는 잉카 시대의 유적들도 남아 있는데, 잉카 제국이 남동쪽으로 확장하는 시기에 지어진 건물들이다.
이 곳에 거주하던 잉카제국과 챠네스제국 인디언들은 계속해서 침입해온 과라니족들의 침공을 겪었으며, 점점 과라니족이 산타 크루즈지방을 정복하여 마침내 사마이파타를 함락시켰다. 과라니족들은 스페인 식민시대 전까지 이 지방을 다스렸다.
스페인 사람들은 신전 근처에 정착지를 세웠으며, 이 곳엔 안달루시아지방의 영향을 받은 것으로 보이는 전통적인 아랍 형식의 건축물이 남아있다. 그 후 스페인 사람들은 초기의 정착지를 버리고 근처의 계곡으로 마을을 옮겼으며, 현재 사마이파타가 위치한 곳은 이 지역이다.
엘 푸에르테에 있는 고고학적인 유적은 특별하며 챠네스, 잉카, 스페인 이 3가지 문명이 혼합된 여러 가지 건물들을 포함하고 있다.

## 엘 카스카벨
엘 푸에르테 지역의 가장 중요한 특징은 딸랑이(스페인어:El Cascabel)이다. 'El Cascabel'은 'The Rattle(딸랑이)'로 번역될 수 있는데, 방위 71°, 고도 6.75°정도의 동쪽 하늘의 어떤 지점을 가리키는 두 평행선이다. 비너스와 쥬피터 별자리에 관한 것으로 보인다.
몇몇 고고학자들은 바위에 새겨진 것이 잉카 제국 이전에 이 곳에 있던 인디언들이 1066년 3월에 지나간 핼리 혜성을 본 것을 기념한 것이라 생각한다. 더 최근에는, 비행 물체의 이착륙 지점이라는 의견도 제기된 적이 있다.

## 보호
방문자들이 바위 위를 걸어다니면서 생긴 균열과 폭포에 의한 침식으로 인해, 내부는 더 이상의 손상을 막기 위해 접근이 통제되고 있다. 하지만 나머지의 대부분은 여전히 방문이 가능하다.
장소에 가는 것은 쉽다. 사마이파타 주변에서 버스가 다니고, 입장료를 조금 내면 된다.
현재 이 장소는 바위예술의 보호를 위한 NGO인 'Stonewatch'에 의해 관리되고 있다.